# 初川みなみ
初川 みなみ（はつかわ みなみ、1995年〈平成7年〉1月19日 - ）は、日本の元AV女優。福岡県出身。ティーパワーズ所属。

## 略歴
2014年3月、MOODYZ専属でAVデビュー。
2015年にDMM.R18アダルトアワード2015最優秀新人女優賞にノミネートされ、デビュー作がレンタル部門で作品賞を受賞した。
2019年6月、初川みなみ、初美りん、山井すずの3人でリリカルプラネットを結成。7月13日に秋葉原・ソフマップでデビューライブを行う。本業との兼ね合いで時間を取るのが困難になったことを理由に、2020年3月6日をもってリリカルプラネットを卒業。
2020年12月に発表された「FLASH 2020年現役最強セクシー女優BEST100」読者投票・第11位。2021年4月に発表されたアサヒ芸能「2021現役AV女優SEXY総選挙」で第16位。
2021年5月27日、自身のTwitterにて引退を発表（厳密な引退日は後日発表）。同年8月発表「読者300人が選んだFLASH 2021セクシー女優ランキング」読者投票50位。
引退発表後は「最後だから色んなメーカーの作品に出たい」と約1年に渡り専属を離れ企画単体女優になると共に中出しやレズも解禁、様々なメーカーからハイペースで作品をリリースした。ただし、引退作品はMOODYZ専属としてリリースしている。引退作のパッケージ写真はデビュー作と同じ背景・アングルで撮影した物となっている。
引退理由は「長く続けるつもりはなかったのに、ずるずる来てしまった」「ずるずる来てしまった中での決断」。
2021年12月『週プレアダルトアワード2021』特別賞を受賞。月刊FANZA発表2021年下半期AV女優ランキング8位。
2022年5月3日に引退作を発売。引退後は表立った活動はせず、一般人へと戻る予定としていたが、事務所には残り、ファンクラブ用ブログとSNSは継続する。

## 人物
初体験は高校2年生のとき。デビューのきっかけは、大学に入りたての頃に知り合いから紹介されて。引退作でのインタビューによるとデビュー後すぐに同じ大学の学生達にバレてしまい学生間の噂となったが気にせずに通学を続け無事に大学を卒業したという。
趣味・特技は、DVD鑑賞・バレーボール。基本的には無趣味であったが、ディズニーランド通いからホラー映画好きになった。

## 作品

### アダルトビデオ
| 発売日   | タイトル | 規格品番 | 規格品番  | メーカー             | 監督             | 備考       |
| 発売日   | タイトル | DVD      | BD        | メーカー             | 監督             | 備考       |
| 2014年   | 2014年 | 2014年   | 2014年    | 2014年               | 2014年           | 2014年     |
| -------- | --- | -------- | --------- | -------------------- | ---------------- | ---------- |
| 3月1日   | 現役女子大生!! 照れカワ、ふんわり18歳 AVデビュー!! | MIDE-074 | 9MIDE-074 | MOODYZ               | キョウセイ       |            |
| 4月1日   | はじめてイッちゃった! | MIDE-090 |           | MOODYZ               | cobo             |            |
| 5月1日   | エロカシコい家庭教師 | MIDE-099 |           | MOODYZ               | ピエロ田         |            |
| 6月1日   | すっごい量の一発顔射 | MIDE-111 |           | MOODYZ               | cobo             |            |
| 7月1日   | どーせいしようよ | MIDE-125 |           | MOODYZ               | 宇佐美忠則       |            |
| 8月1日   | どきどき初体験 美少女ご奉仕ソープランド | MIDE-135 |           | MOODYZ               | キョウセイ       |            |
| 9月1日   | すぐにイっちゃう どじっ子ナース | MIDE-145 |           | MOODYZ               | cobo             |            |
| 10月1日  | 初川みなみがあなたのお嫁さん | MIDE-153 |           | MOODYZ               | cobo             |            |
| 11月1日  | 舌と唇で感じあう濃密ベロキスづくし | MIDE-165 |           | MOODYZ               | cobo             |            |
| 12月1日  | 潮吹きお天気お姉さん | MIDE-171 |           | MOODYZ               | 宇佐美忠則       |            |
| 2015年   | |          |           |                      |                  |            |
| 1月1日   | いつでもどこでも即ハメメイド | MIDE-180 |           | MOODYZ               | クワッチー       |            |
| 2月1日   | え? ここで? ドキドキセックス大作戦!! みなみとこっそりエッチしよッ | MIDE-194 |           | MOODYZ               | 宇佐美忠則       |            |
| 3月1日   | 絶頂、絶叫、痙攣、連続オーガズム たくさんイっちゃった | MIDE-207 |           | MOODYZ               | キョウセイ       |            |
| 4月1日   | 恥ずかしい失禁と潮吹き | MIDE-217 |           | MOODYZ               | TAKE-D           |            |
| 5月1日   | 1日10回射精しても止まらないオーガズムSEX | MIDE-227 |           | MOODYZ               | TAKE-D           |            |
| 6月1日   | おしゃぶり学級委員長 | MIDE-236 |           | MOODYZ               | 宇佐美忠則       |            |
| 7月1日   | 初川みなみの極上風俗フルコース8 | MIDE-242 |           | MOODYZ               | K*WEST           |            |
| 8月1日   | 脅迫温泉 | MIDE-254 |           | MOODYZ               | 沢庵             |            |
| 9月1日   | 汁汗潮液唾涎ダダ漏れ性交 | MIDE-261 |           | MOODYZ               | 宇佐美忠則       |            |
| 10月1日  | 快感でおかしくなるまで続く痙攣性交と絶頂潮 | MIDE-268 |           | MOODYZ               | 宇佐美忠則       |            |
| 11月1日  | 痴漢に溺れて…―この車両だけはダメだと知っていたのに…― | MIDE-278 |           | MOODYZ               | 赤井彗星         |            |
| 12月1日  | 超高級小悪魔メンズエステサロン | MIDE-287 |           | MOODYZ               | 中目黒浩治       |            |
| 2016年   | |          |           |                      |                  |            |
| 1月1日   | 初川みなみのJKオナニーサポート | MIDE-296 |           | MOODYZ               | 宇佐美忠則       |            |
| 1月13日  | はっつ! べすと!! 1年分! 大放出! 12時間! | MIBD-977 | 9MIBD-977 | MOODYZ               | -                | 単体ベスト |
| 2月1日   | 女教師パンスト密着誘惑～憧れの先生のむっちり美脚に狂わされた僕達～ | MIDE-302 |           | MOODYZ               | テキラティーノ   |            |
| 3月1日   | 丸呑みバキュームフェラ | MIDE-310 |           | MOODYZ               | 赤井彗星         |            |
| 4月1日   | 絶頂焦らし寸止め性交 | MIDE-318 |           | MOODYZ               | 赤井彗星         |            |
| 5月1日   | にやにやパンチラで全力誘惑してくるうちの妹 | MIDE-326 |           | MOODYZ               | 五右衛門         |            |
| 6月1日   | グイングインと跨る進化系グラインド騎乗位4本番 | MIDE-333 |           | MOODYZ               | キョウセイ       |            |
| 7月1日   | 彼女のお姉ちゃんがこっそり僕を誘惑 | MIDE-339 |           | MOODYZ               | テキラティーノ   |            |
| 8月1日   | ズコバコ超乱交 | MIDE-346 |           | MOODYZ               | 宇佐美忠則       |            |
| 9月1日   | ねっとり中年オヤジと濃密汗だく交尾 | MIDE-354 |           | MOODYZ               | キョウセイ       |            |
| 10月1日  | 桃尻コス×バックでいっぱいイっちゃった! | MIDE-359 |           | MOODYZ               | キョウセイ       |            |
| 11月1日  | 絡み合う汁、溢れる膣音。 | MIDE-367 |           | MOODYZ               | タイガー小堺     |            |
| 12月1日  | ショタコンお姉ちゃんのお泊まり誘惑セックス | MIDE-378 |           | MOODYZ               | 南★波王          |            |
| 2017年   | |          |           |                      |                  |            |
| 1月7日   | 初川みなみの童貞筆おろし | MIDE-388 |           | MOODYZ               | 宇佐美忠則       |            |
| 1月13日  | はっつ! べすと!! Vol.2 1年分! 大放出! 12時間! | MIZD-057 | 9MIZD-057 | MOODYZ               | -                | 単体ベスト |
| 2月7日   | 即即! 援交JK | MIDE-397 |           | MOODYZ               | -                |            |
| 3月7日   | お酒大好き初川みなみの泥酔ドキュメント | MIDE-408 |           | MOODYZ               | ザック荒井       |            |
| 4月19日  | 毎日誘惑 小悪魔メイド | MIDE-418 |           | MOODYZ               | 南★波王          |            |
| 5月13日  | 痙攣エビ反りでイキっぱ! 性感開発オイルマッサージ | MIDE-429 |           | MOODYZ               | 五右衛門         |            |
| 6月13日  | 大切な幼なじみが大学で上京しサークルの糞男達にやられまくってチ○ポ漬け | MIDE-439 |           | MOODYZ               | -                |            |
| 7月7日   | 超快感おしゃぶりフルコース | MIDE-447 |           | MOODYZ               | 赤井彗星         |            |
| 8月13日  | チ○ポ焦らしが大好物! 寸止めっ! いぢわる委員長 | MIDE-455 |           | MOODYZ               | -                |            |
| 10月1日  | 喉奥でイッちゃった! イラマオーガズム | MIDE-464 |           | MOODYZ               | 赤井彗星         |            |
| 10月13日 | 姉が高級ランジェリーに目覚めて我慢できない! | MIDE-472 |           | MOODYZ               | 金田一小五郎     |            |
| 11月7日  | 悶絶快楽女体拷問BDSM | MIDE-480 |           | MOODYZ               | -                |            |
| 12月13日 | ある日、おれと彼女の性欲が入れ換わった | MIDE-490 |           | MOODYZ               | ZAMPA            |            |
| 2018年   | |          |           |                      |                  |            |
| 1月7日   | 我々を裏切ったコスプレ姫へ逆ギレ×プ 着せ替え監禁オタサー輪姦 | MIDE-499 |           | MOODYZ               | 五右衛門         |            |
| 2月13日  | 捜査官、快楽堕ち 体液まみれの絶頂拷問フルコース | MIDE-514 |           | MOODYZ               | ZAMPA            |            |
| 3月13日  | ムラムラ中みなみの一日中勃起させてくる痴女痴女デート | MIDE-524 |           | MOODYZ               | ザック荒井       |            |
| 4月13日  | 桃尻お姉さんに杭打ちファックで痴女られる! | MIDE-534 |           | MOODYZ               | 赤井彗星         |            |
| 5月1日   | 乳首をず～っとこねくりっ放し性交 | MIDE-543 |           | MOODYZ               | 五右衛門         |            |
| 5月13日  | はっつ! べすと!! Vol.3 1年分! 大放出! 12時間! | MIZD-095 | 9MIZD-095 | MOODYZ               | -                | 単体ベスト |
| 6月1日   | お尻を愛撫しまくり常に後ろからオーガズム性交 | MIDE-552 |           | MOODYZ               | -                |            |
| 7月1日   | いきなり露出痴女に無理やりチ○ポをイジられた僕… | MIDE-561 |           | MOODYZ               | 五右衛門         |            |
| 8月1日   | オナ禁! SEX禁!【59日間】禁欲しすぎてぷ～っくり膨れ上がったおマ○コこねくり3本番!! | MIDE-567 |           | MOODYZ               | ZAMPA            |            |
| 9月1日   | ず～っと超密着キス我慢焦らし痴女お姉さん | MIDE-574 |           | MOODYZ               | うさぴょん。     |            |
| 10月1日  | 姉が3日間、僕専属メイドになった。 | MIDE-581 |           | MOODYZ               | 五右衛門         |            |
| 11月1日  | 絶頂しても漏らしてもヤメない! ずっと追撃粘着クンニ | MIDE-591 |           | MOODYZ               | ドラゴン西川     |            |
| 12月19日 | ムーディーズ専属 × エスワン人気シリーズ 交わる体液、濃密セックス 完全ノーカット連続射精スペシャル | SSNI-376 |           | S1 NO.1 STYLE        | 紋℃              |            |
| 2019年   | |          |           |                      |                  |            |
| 1月19日  | 盗撮リアルドキュメント プライベートがベールに包まれていた‘初川みなみ’の貴重な初恋愛スクープを激撮!! おしとやかでガードが堅い彼女の裏の顔を暴くイケメンナンパ師とのエグくて生々しいアヘ顔連発SEXを独占解禁! | SSNI-397 |           | S1 NO.1 STYLE        | TAKE-D           |            |
| 2月1日   | W女教師レ×プ輪姦 小島みなみ 初川みなみ | MIDE-618 |           | MOODYZ               | キョウセイ       |            |
| 2月19日  | S1小島みなみ × MOODYZ初川みなみ超豪華ゴージャス共演!身動き取れない状態でWみなみに痴女られる夢のプレミアム痴女テク逆3Pスペシャル                                                                            | SSNI-417 |           | S1 NO.1 STYLE        | 五右衛門         |            |
| 3月1日   | もぅイッてるってばぁ!拘束・絶頂・痙攣した状態で追撃ポルチオ開発 | MIDE-627 |           | MOODYZ               | 嵐山みちる       |            |
| 4月1日   | 解禁 生まれて初めての中出し性交 | MIDE-637 |           | MOODYZ               | うさぴょん。     |            |
| 5月1日   | 夫の上司に今日もワタシは犯される… | MIDE-646 |           | MOODYZ               | 前田文豪         |            |
| 5月13日  | はっつ! べすと!! vol.4 1年分! 大放出! 12時間! | MIZD-137 |           | MOODYZ               | -                | 単体ベスト |
| 6月1日   | 本番誘惑 フェラで濡れちゃう敏感ピンサロ嬢 | MIDE-655 |           | MOODYZ               | ザック荒井       |            |
| 7月1日   | 超高級中出し専門ソープ 専属SPECIAL | MIDE-664 |           | MOODYZ               | ザック荒井       |            |
| 8月1日   | 追撃射精! 追撃男潮吹き! 追撃強制SEX! 身動きできない男を24時間、無制限射精監禁・拘束スイートルーム | MIDE-671 |           | MOODYZ               | 真咲南朋         |            |
| 9月7日   | 同窓会NTR【専属女優スペシャル!】～妻の最低な元カレに堕ちた浮気中出し映像～ | PRED-179 |           | PREMIUM              | モルツくん       |            |
| 10月1日  | イキづらいアナタは必見!! 凄テク痴女の遅漏改善クリニック ～何倍も気持ち良くなれるミラクル射精術～ | MIDE-687 |           | MOODYZ               | WILD・SEVEN      |            |
| 11月1日  | 新郎と一晩ガムシャラにヤリまくった新婦の友人 結婚式で久しぶりに会った妻の友人は昔から俺が憧れていた初恋の女性でした。                                                                                      | MIDE-697 |           | MOODYZ               | ザック荒井       |            |
| 12月1日  | 夫が出張中の2日間、お義父さんと濃厚に交わり何度も果てた最低な私… | MIDE-707 |           | MOODYZ               | 前田文豪         |            |
| 2020年   | |          |           |                      |                  |            |
| 1月1日   | 年下の女上司が生意気だから犯したい… | MIDE-720 |           | MOODYZ               | キョウセイ       |            |
| 2月1日   | 布団の中で兄貴の彼女とバレないようにスローSEXしまくった秘密の中出し関係 | MIDE-731 |           | MOODYZ               | 五右衛門         |            |
| 3月1日   | 朝から深夜までず～っと桃尻誘惑子作り同棲生活僕だけのはっつが尻穴丸出し!! | MIDE-743 |           | MOODYZ               | タイガー小堺     |            |
| 4月1日   | 濃厚オヤジを骨抜きにする甘え上手のパパ活女子とねっちょり交尾がやめられない… | MIDE-755 |           | MOODYZ               | 宝瀬博教         |            |
| 5月1日   | 目が覚めたらラブホに美人上司と二人きり… 酔って動けない新婚のボクにまたがり、朝まで巣ごもり不倫…。 | MIDE-766 |           | MOODYZ               | 三島六三郎       |            |
| 6月1日   | 息子の嫁（みなみ）に誘惑され長年独りだった義父の私は何度も、何度も、カラダを求めてしまって… | MIDE-780 |           | MOODYZ               | ザック荒井       |            |
| 7月1日   | 敏感ちっぱいおっパブ嬢 馬乗りグラインドキツまん搾り抜き中出し | MIDE-794 |           | MOODYZ               | タナカ・ベーコン |            |
| 7月13日  | はっつ! べすと!! vol.5 1年分! 大放出! 12時間! | MIZD-193 |           | MOODYZ               | -                | 単体ベスト |
| 7月13日  | BEAUTY VENUS VII 楓カレン 初川みなみ 坂道みる | IPX-497  | 9IPX-497  | アイデアポケット     | うさぴょん       |            |
| 8月1日   | 「射精直後もビクビク敏感チ○ポをしゃぶり続けてア・ゲ・ル」 フェラなら浮気じゃないと思った欲求不満な若妻の暴走フェラ!                                                                                        | MIDE-807 |           | MOODYZ               | 金田一小五郎     |            |
| 9月1日   | はじめて彼女ができたのに…隣に住むお姉さんに食べられ童貞を失った | MIDE-817 |           | MOODYZ               | 大崎広浩治       |            |
| 10月1日  | フェラチオ大好きお姉さんのネバネバスペルマ | MIDE-831 |           | MOODYZ               | キョウセイ       |            |
| 11月1日  | 同棲中の彼氏が不在中、彼女ですぐに発射しちゃう可愛いカレの弟のためにねっちょり早漏改善してあげた。 | MIDE-841 |           | MOODYZ               | 豆沢豆太郎       |            |
| 12月1日  | 犯されて… 助けを求めてきた美人OLが濡れたノーブラ姿だったので たまらず追姦レ×プしてしまった。 | MIDE-855 |           | MOODYZ               | ラムチョップ     |            |
| 2021年   | |          |           |                      |                  |            |
| 1月1日   | キメセク洗脳NTR 結婚間近の彼女が幼い頃から顔見知りで成長を見守ってくれていた中年オヤジの家で媚薬チ○ポ漬けにされていた数日間…                                                                               | MIDE-865 |           | MOODYZ               | -                |            |
| 2月1日   | 極上美白ボディ捕獲! 無限ピストン潮吹き絶叫アクメ 営業回りの色白新人OL オマ●コに喰い込む猥褻商品を着用させて逃がさない!                                                                                     | MIDE-878 |           | MOODYZ               | ドラゴン西川     |            |
| 3月1日   | 初川みなみと二人きり 誘惑ささやき淫語で痴女られる 密室6シチュエーション | MIDE-891 |           | MOODYZ               | 大崎広浩治       |            |
| 4月1日   | お酒が弱いのに僕を自宅に招いて飲みたがる上司が泥酔して寝ている間に… 上司の妻と生でハメまくる絶倫ヤリ放題不倫                                                                                               | MIDE-904 |           | MOODYZ               | ザック荒井       |            |
| 5月1日   | にやにや全力パンチラ女上司みなみさんに誘惑されまくったボク… | MIDE-918 |           | MOODYZ               | ザック荒井       |            |
| 6月1日   | 結婚間近の昔のオンナに呼ばれてめちゃくちゃに中出ししまくった… | MIDE-931 |           | MOODYZ               | タナカ・ベーコン |            |
| 6月25日  | 『はっつ!!』マドンナ初登場!! 「同窓会に行ってくるね…。」と出ていった妻から、もう3時間既読がつかない―。 | JUL-618  |           | マドンナ             | -                |            |
| 6月25日  | 社内研修相部屋NTR 童貞陰キャ男とプライド高い絶倫彼女が化学反応を起こし吐き気がするほど貪りあい中出ししまくった3日間                                                                                        | CAWD-241 |           | Kawaii*              | 嵐山みちる       |            |
| 6月25日  | 至近距離に彼女がいるのに耳元でコソコソ口説いてくるささやき誘惑中出し | HMN-005  |           | 本中                 | 真咲南朋         |            |
| 6月25日  | 両親が旅行でいない二日間、幼馴染に欲望剥き出しでハメまくった中出し記録。 | DASD-877 |           | ダスッ!              | 朝霧浄           |            |
| 7月7日   | ゴミ屋敷に住む変態オヤジに毎日中出しされ続けた人妻。 | ADN-331  |           | アタッカーズ         | さだおかさだお   |            |
| 7月13日  | 本番なしのマットヘルスに行って出てきたのは隣家の高慢な美人妻。弱みを握った僕は本番も中出しも強要！店外でも言いなりの性奴●にした                                                                            | MEYD-687 |           | 溜池ゴロー           | 大崎広浩治       |            |
| 7月13日  | 都合の良い俺専用おしゃぶりペット 騙されているのに従順な性格の良い美人OL編 | JUFE-307 |           | Fitch                | -                |            |
| 7月13日  | 痴漢ダメ絶対。完全版 | MUDR-153 |           | 無垢                 | -                |            |
| 7月25日  | マジ!? 乳首だけでイケちゃうの!? ノーハンドこねくり暴発チクシャッ! 射精直後の落ち着く暇無しおねだり連射中出しチクビっ痴お姉さん                                                                             | HMN-018  |           | 本中                 | さもあり         |            |
| 8月7日   | 先生の夜の顔。-優しいみなみ先生と、朝まで中出しセックスをして過ごした夜- | PRED-332 |           | PREMIUM              | 前田文豪         |            |
| 8月13日  | 番台のお姉さんが優しく筆下ろしスーパー銭湯。 | DASD-902 |           | ダスッ!              | コンニャック神野 |            |
| 8月13日  | とろっとろに糸引くスケベな匂いの唾液をたっぷり飲ませてくれて… 脳とチ○ポが快感に溺れるぐっちょり濃密エステサロン                                                                                            | JUFE-320 |           | Fitch                | -                |            |
| 8月13日  | あの日からずっと…。 緊縛調教中出しされる制服美少女 | MUDR-156 |           | 無垢                 | -                |            |
| 8月19日  | 出張先のひなびた温泉旅館で新卒女子社員とまさかの相部屋逆NTR 特別編 彼女のもの凄い腰使いに何度も何度も中出しさせられてしまった私                                                                            | MVSD-474 |           | エムズビデオグループ | -                |            |
| 8月19日  | 普段は地味ダサい姉が張り切ってボディラインを見せつけてきたのですが、僕は我を忘れて無理矢理中出ししてしまっていた。                                                                                         | ROYD-064 |           | ROYAL                | コンニャック神野 |            |
| 8月25日  | 痴女られスイートルーム ドS美女姉妹にホテルへ呼び出された僕は拘束! 挟まれ! 身動き出来ず! 連続射精・追撃男潮で24時間犯されて… 初川みなみ 蓮実クレア 渚みつき                                                 | CJOD-307 | 9CJOD-307 | 痴女ヘブン           | 真咲南朋         |            |
| 8月25日  | 中華なると原作 女教師 京子 ～快楽調教室～ 伝説の女教師調教コミックを再び実写化!! | URE-070  |           | マドンナ             | きとるね川口     |            |
| 9月7日   | 初川みなみの凄テクを我慢できれば生★中出しSEX! | WAAA-091 |           | ワンズファクトリー   | -                |            |
| 9月7日   | 妻が極道の男に半年間、毎日中出しされていたなんて知らなかった。 | ADN-343  |           | アタッカーズ         | きとるね川口     |            |
| 9月14日  | 僕の恋人が家で待ってるのに、 終電逃がし激カワ先輩社員の家に泊まる流れに… ノーパンノーブラ 部屋着に興奮した絶倫のボクは一晩中ヤりまくった。。。 アイポケ1本限定出演!!                                       | IPX-733  |           | アイデアポケット     | 前田文豪         |            |
| 9月14日  | 新・世界一ザーメンを大量に発射する男のぶっかけSEX | RKI-618  |           | ROOKIE               | -                |            |
| 9月14日  | 美人母娘、イタダキマス。数十年前に孕ませた女とその娘に会いに来ました。 | DASD-916 |           | ダスッ!              | 太宰珍歩         |            |
| 9月21日  | あざといお口で何が悪いの？オフィス内の男性社員と天然誘惑セックス！ | JUFE-329 |           | Fitch                | -                |            |
| 9月21日  | 学生だった私を強姦したレ×プ魔が刑期を終え、人妻になった私を再び犯す10年越し種付け追姦 | MEYD-706 |           | 溜池ゴロー           | 金田一小五郎     |            |
| 9月21日  | 「浮気しても絶対にバレないね…?」単身赴任先の隣人はまさかの同僚。 | PRED-339 |           | PREMIUM              | トレンディ山口   |            |
| 10月12日 | 局部まる出し逆コスプレで大胆濃厚ハーレム痴女接客。 | DASD-921 |           | ダスッ!              | トレンディ山口   |            |
| 10月12日 | レズビアンに囚われた女潜入捜査官 Special ～偽造ワクチン製造疑惑編～ 初川みなみ 小早川怜子 倉多まお | BBAN-343 |           | ビビアン             | -                |            |
| 10月26日 | Goto不倫トラベル 巨乳セレブ妻と濃厚オヤジの中出し交遊浪漫 | CJOD-315 |           | 痴女ヘブン           | トレンディ山口   |            |
| 10月26日 | 激しい責め好き女上司 ゆっくり責め好き女上司 出張先でまさかの相部屋中出し 高速腰振り騎乗位とねっちょり杭打ち騎乗位で朝が来るまでノリノリでハメられ続けた僕。                                                | HNDS-072 |           | 本中                 | 豆沢豆太郎       |            |
| 10月26日 | 朝起きたら部屋に下着姿の同期女子社員! いつも口うるさくてケンカばかりしている同期女子社員が甘えてきたので…                                                                                                  | ROYD-072 |           | ROYAL                | コンニャック神野 |            |
| 11月2日  | 新婚の日葵先生は校内一、問題児の性玩具をさせられている。 | SHKD-974 |           | アタッカーズ         | きとるね川口     |            |
| 11月2日  | 夢の痴女タッグ! 快楽の宝石箱やぁ! W神テク金玉爆発メンズエステ 精液カラっぽ骨抜き連射で中出し逆3Pフルコース! つぼみ 初川みなみ                                                                              | WAAA-114 |           | ワンズファクトリー   | -                |            |
| 11月9日  | THE時間停止 憧れの女子アナに悪戯痴漢 勃起チ○ポこすり付けて孕ませナマ射精してやったww | DASD-937 |           | ダスッ!              | ドラゴン西川     |            |
| 11月16日 | 息子の嫁がソープ嬢! 弱みを握ったワシはNGプレイを強要しながら制裁説教中出し | MIDV-007 |           | MOODYZ               | -                |            |
| 11月16日 | 風俗トゥナイト AV女優初川みなみが噂のガチ風俗にガチ潜入! 素人さん相手に生ハメ中出し体験リポート! | MVSD-486 |           | エムズビデオグループ | -                |            |
| 11月23日 | 超ヤリマンの友だちも痙攣するほどイカされまくり! 性欲モンスターなんですウチの息子は… | ROYD-073 |           | ROYAL                | モリキ           |            |
| 12月14日 | 初川みなみと逢見リカ レズビアンドキュメント | BBAN-352 |           | ビビアン             | -                |            |
| 12月21日 | 夫婦で挑戦! 初川みなみの凄テクで夫が2回イカされたら妻が寝取られナマ中出しSEX! | HJMO-481 |           | はじめ企画           | -                |            |
| 12月28日 | 僕が喘いだらベロキスで封じてチ○ポがバカになっても杭打ちピストンも中出しもやめてくれない接吻騎乗位お姉さん                                                                                                  | HMN-093  |           | 本中                 | 真咲南朋         |            |
| 12月28日 | 大人気! 王道ネトラレ同人を初川みなみで実写化!! 原作:はいとく先生 あなたの望み | URE-076  | 9URE-076  | マドンナ             | ドラゴン西川     |            |
| 2022年   | |          |           |                      |                  |            |
| 1月25日  | 巨チン美少女のザーメンには強●淫乱化させる成分が含まれています。廻道 | DASD-963 |           | ダスッ!              | 真咲南朋         |            |
| 1月25日  | M男専用拘束ささやき淫語で何度もヌカれちゃう無制限射精ソープ | CJOD-332 |           | 痴女ヘブン           | Ryo極            |            |
| 2月1日   | 輪姦計画 美人受付嬢編 | SHKD-987 |           | アタッカーズ         | -                |            |
| 2月8日   | 女性限定! 素人ナンパ! 初川みなみと気持ちいいことしませんか? 全力超快感レズビアンSEX! | BBAN-359 |           | ビビアン             | 真咲南朋         |            |
| 5月3日   | 現役AV女優!! 照れカワ、ふんわり26歳 最後の引退作!! | MIDV-104 | 9MIDV-104 | MOODYZ               | キョウセイ       | 引退作品   |
| 7月5日   | 初川みなみ 8時間 ATTACKERS THE BEST | ATKD-335 |           | アタッカーズ         | -                | 単体ベスト |
| 2023年   | |          |           |                      |                  |            |
| 1月10日  | 初川みなみが魔法をかけた全作品480分 | DAZD-163 |           | ダスッ!              | -                | 単体ベスト |

### アダルトVR
- あなたのことが大好きすぎる初川みなみの超接近キス誘惑VR（2018年7月13日、MOODYZ）
- 初めてのハイクオリティVR!! 親友のカノジョ・みなみちゃんの命令がかわいすぎて＆エロすぎて絶対に断れない!! 浮気をされたしかえしの浮気相手にボクを指名!? 「今日1日、みなみの命令をぜ～んぶきいてね!」（2019年7月31日、MOODYZ）
- 専属・初川みなみの中出しVRが遂に解禁! 長尺170分! 痴女お姉さんのヨダレ攻撃 & 妊娠淫語が炸裂! 天井特化アングルを含む2SEXは全裸まで展開! 小悪魔美女に7射精を搾り取られてナマで果てまくる!（2020年12月23日、MOODYZ）
- 【真夜中の中出し残業 逆NTR】クビにしない代わりに絶倫女上司の性処理係をさせられて…（2021年8月27日、kawaii*）
- 【HQ超高画質】初川みなみの誘惑中出しエステ! カップル専用ペアルームがもしもマジックミラー内装で婚約者の隣で痴女られちゃったら… シリーズ第2弾は2SEXのパワーアップ版! 自宅でもお店でも徹底的にヌカれる! 大興奮の逆4Pに発展して中出し爆射の嵐!（2021年11月24日、PREMIUM）
- ギャラ飲みで出会ったハイスペック港区女子がチ○ポ狙って誘惑してくるイクまで終わらない鬼スライド騎乗位SEX（2021年12月9日、ROOKIE）
- ゲリラ豪雨W不倫 発情した新婚の部下・初川と朝まで中出し種付け性交をしてしまった夜（2022年3月23日、マドンナ）

### Web配信
- はっちゃん(25) T156 B87(D) W58 H88（2022年1月24日、新世代女子）
- みなみちゃん(26) T156 B86(D) W59 H88（2022年2月20日、GO！GO！お手当ちゃん）

### イメージビデオ
| 発売日   | タイトル                    | 規格品番 | 規格品番  | メーカー   | 備考   |
| 発売日   | タイトル                    | DVD      | BD        | メーカー   | 備考   |
| 2016年   | 2016年                      | 2016年   | 2016年    | 2016年     | 2016年 |
| -------- | --------------------------- | -------- | --------- | ---------- | ------ |
| 11月3日  | Minami はっつ!いめーじ!!    | REBD-195 | REBDB-181 | REbecca    |        |
| 2017年   |                             |          |           |            |        |
| 11月25日 | ALL NUDE 初川みなみ         | OAE-130  |           | Aircontrol |        |
| 2018年   |                             |          |           |            |        |
| 4月5日   | Minami2 はっつ!りたーん!!   | REBD-301 | REBDB-287 | REbecca    |        |
| 9月13日  | Minami3 はっつ!ばかんす!!   | REBD-331 | REBDB-317 | REbecca    |        |
| 2019年   |                             |          |           |            |        |
| 11月7日  | Minami4 はっつ!ろまんす!!   | REBD-421 | REBDB-407 | REbecca    |        |
| 2021年   |                             |          |           |            |        |
| 12月16日 | Minami5 はっつ!ふぁいなる!! | REBD-610 | REBDB-596 | REbecca    |        |

## 書籍

### 写真集
- 初川みなみ１ｓｔ写真集「生ぱら」 （2015年6月30日、竹書房、撮影：上野勇）ISBN 978-4-8019-0334-0
- 初川みなみ２ｎｄ写真集「初カワッ!!」（2016年4月15日、双葉社、撮影：上野勇）ISBN 978-4-575-31124-2

### デジタル写真集
- FLASHデジタル写真集R 初川みなみ 君に溺れた夏。（2017年9月8日、光文社、撮影：岩松喜平）
- JUICY HONEY VOL41初川みなみ（2020年4月2日、ジューシーハニー、撮影：篠原潔）
- Count sheep【Nap】初川みなみ（2020年7月31日、ジーオーティー、撮影：羊肉るとん）
- Count sheep【Sleep】初川みなみ（2020年7月31日、ジーオーティー、撮影：羊肉るとん）
- ＃NEWLOOK【girl meets street】初川みなみ（2020年8月1日、ジーオーティー、撮影：永峰拓也）
- ＃バケショ（2020年8月3日、FANZA BEAUTY COLLECTION）- 「オトナのサマーキャンペーン2020」キャンペーンガール（三上悠亜・桃乃木かな・初川みなみ）による撮り下ろしデジタル写真集。
- 120ページ全て撮り下ろし! MOODYZ専属女優12名PHOTO BOOK（2021年5月31日、FANZA BEAUTY COLLECTION）- 「MOODYZ」出演女優32名による撮り下ろしデジタル写真集。
- 加納典明 × 初川みなみ（2021年9月1日、ジーオーティー、撮影：加納典明）
- 初川みなみ Be in Love（2021年9月17日、FANZA BEAUTY COLLECTION）
- ＃Escape 初川みなみ（2021年10月8日、ジーオーティー、撮影：manimanium）
- FLASHデジタル写真集R 初川みなみ はっつが妻になりまして（2022年4月29日、光文社、撮影：井上たろう）

## 製品

### トレーディングカード
- ジューシーハニー コレクションカード vol.41（2018年4月21日、ミント）※古川いおり、波多野結衣とのセット作品。
- CJ SEXY CARD SERIES VOL.73 初川みなみ OFFICIAL CARD COLLECTION ～みなみは元気だぞ♡～（2021年3月27日、ジュートク）

### グッズ
- 初川みなみオリジナル生写真5セット（2020年10月7日、FANZAコラボ）
- 初川みなみ オリジナルマフラータオル（2020年10月7日、FANZAコラボ）
- 初川みなみ オリジナルPhotoTシャツ（2020年10月7日、FANZAコラボ）
- 初川みなみ オリジナルバスタオル（2020年12月25日、fempass beV）
- 初川みなみ オリジナルTシャツ 白・黒（2020年12月25日、fempass beV）

### アダルトグッズ
- JAPANESE REAL HOLE 初川みなみ（2019年1月24日、EXE）※非貫通オナホール

## 出演

### テレビ
- Wみなみ（2015年10月 - 2018年11月、エンタ!959）
- 魚拓と成瀬のツキとスッポンぽん #159・#160（2017年9月17日・24日、パチ・スロ サイトセブンTV）
- ゴッドタン〜The God Tongue 神の舌〜（2018年1月27日・4月8日[21]・2020年2月23日、テレビ東京）
- 君にハピネス（2018年12月 - 2020年12月、エンタ!959）
- じっくり聞いタロウ〜スター近況（秘）報告〜（2019年10月11日、テレビ東京）

### ウェブテレビ
- 指原莉乃&ブラマヨの恋するサイテー男総選挙（2018年、AbemaTV）[22]
- 人気女優は何にハマってる？ #おうち時間 の楽しみ方（2020年5月30日、YouTube〈KAI-YOU Videos〉）[23]
- カチコチTV（2021年1月1日・8日、FANZA見放題chライト）

### ウェブドラマ
- 只野仁スピンオフ「夢見るサウナ」（2017年、AbemaTV）

### ラジオ
- ねむチキ（2021年11月7日・14日、TBSラジオ）

### ゲーム
- 新宿スカウトバトル（2019年12月2日、DMM GAMES） - 古武術テニス選手・初川みなみ 役[24]